# Little Island (ö i Australien, Western Australia, lat -31,81, long 115,71)
Little Island är en ö i Australien. Den ligger i delstaten Western Australia, omkring 21 kilometer nordväst om delstatshuvudstaden Perth.
Runt Little Island är det mycket tätbefolkat, med 1 754 invånare per kvadratkilometer. Genomsnittlig årsnederbörd är 820 millimeter. Den regnigaste månaden är juli, med i genomsnitt 142 mm nederbörd, och den torraste är januari, med 11 mm nederbörd.